# Wedge strategy
"Wedge strategy" (in inglese: Strategia del cuneo) è un piano d'azione politico e sociale prodotto dal Discovery Institute, il centro d'appoggio del movimento del disegno intelligente. La strategia è stata avanzata nel manifesto del Discovery Institute, noto come il Wedge Document, che descrive un ampio programma sociale, politico e accademico il cui scopo finale era di «sconfiggere il materialismo [scientifico]» rappresentato dall'evoluzione, «invertire la soffocante visione materialistica del mondo e sostituirla con una scienza concordante con le convinzioni cristiane e teistiche» e ad «affermare la realtà di Dio». Il suo scopo è quello di "rinnovare" la cultura statunitense dando forma alla politica in modo che rifletta i valori cristiani conservatori.
Il disegno intelligente è la credenza che alcune caratteristiche dell'universo e degli esseri viventi siano spiegate meglio da una causa intelligente, e non da un processo naturalistico come la selezione naturale. Implicita alla congettura del disegno intelligente è la ridefinizione della scienza e di come viene portata avanti. I proponenti della "wedge strategy" sono dogmaticamente in opposizione al materialismo, naturalismo, ed evoluzione, e hanno preso a obiettivo la rimozione di ciascuna di queste dalla scienza e dal modo in cui viene condotta.
La strategia fu originariamente portata all'attenzione del pubblico quando il Wedge Document trapelò su Internet. La Wedge strategy governa le campagne del movimento del disegno intelligente coordinate dal Discovery Institute.